# الستر سیم
الستر سیم (انگلیسی: Alastair Sim؛ ۹ اکتبر ۱۹۰۰ – ۱۹ اوت ۱۹۷۶) یک هنرپیشه اهل بریتانیا بود. وی بین سال‌های ۱۹۳۰ تا ۱۹۷۶ میلادی فعالیت می‌کرد.
از فیلم‌ها یا برنامه‌های تلویزیونی که وی در آن نقش داشته است می‌توان به صحنه وحشت اشاره کرد.